# 青海齿缘草
青海齿缘草（学名：Eritrichium medicarpum）是紫草科齿缘草属的植物，为中国的特有植物。分布于中国大陆的青海等地，生长于海拔3,600米至3,800米的地区，一般生于山坡、林下或灌丛，目前尚未由人工引种栽培。

## 异名
- Eritrichium medicarpum Y. S. Lian et J. Q. Wang var. macrophyllum Y. S. Lian et J. Q. Wang